# Mariaroth (Dieblich)

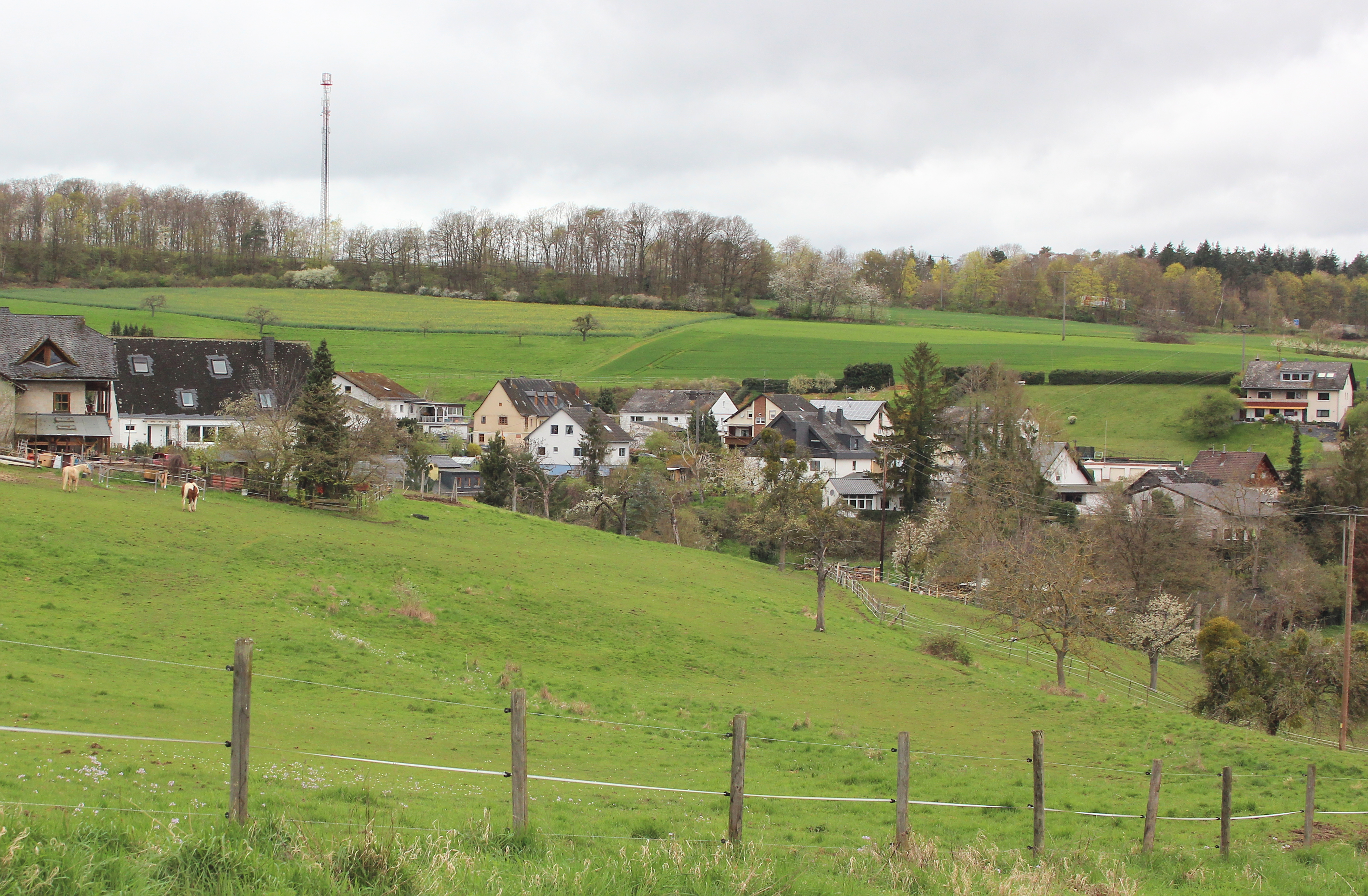
Ansicht von Mariaroth

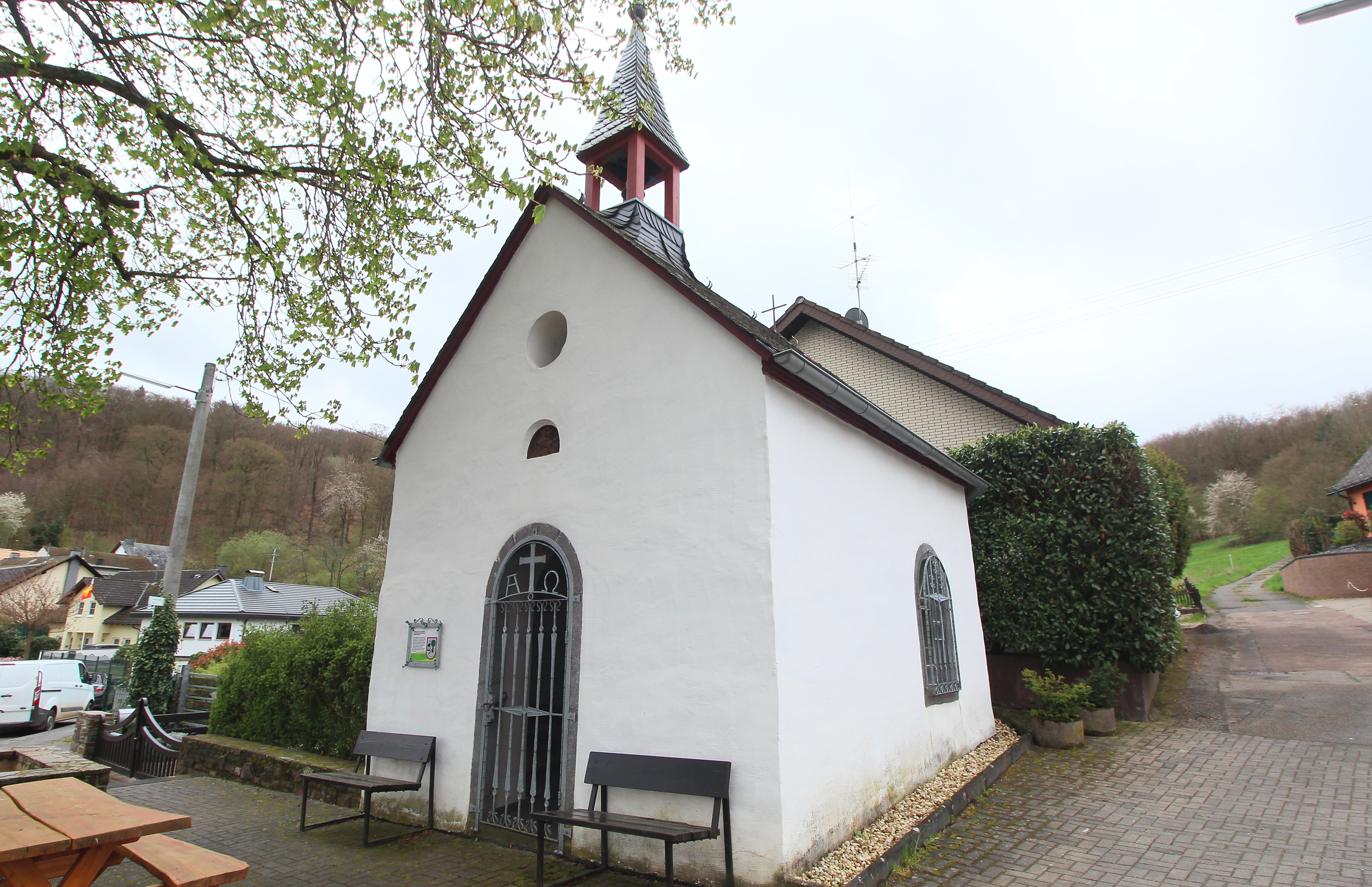
Marienkapelle

Mariaroth ist ein Ortsteil von Dieblich an der Mosel. Er ist benannt nach dem untergegangenen Prämonstratenserinnen-Stift Mariaroth. 

## Lage
Der Ortsteil liegt rd. 5 km oberhalb der Mosel an der K69 zwischen Waldesch und Dieblich am Hang der Hunsrückhöhen. 
Er liegt auf dem Territorium des ehemaligen Stifts, welches jedoch viel größer war und Ländereien mit Mühlen und Teichen im Kondertal hatte.

## Geschichte
Um 1900, rund ein Jahrhundert nach Auflösung und Zerstörung des Stifts, waren sieben Familien in Mariaroth ansässig; die Bauernhöfe wurden überwiegend aus den Trümmern der Stiftsgebäude errichtet.
Um 1950 entstanden die ersten Einfamilienhäuser, 1959 eine Waldpension, die heute noch als Lokal in Betrieb ist.
Der Ortsteil hat rund 130 Einwohner (Stand 2009).

## Marienkapelle
Bereits zu Zeiten des Stifts hat es am gleichen Standort – in der heutigen Ortsmitte, außerhalb der Klostermauern –  eine St.-Georg-Kapelle gegeben (1471 erstmals urkundlich erwähnt).
Alljährlich fanden am Patronatsfest (23. April) Prozessionen statt.
Der heutige Bau mit kleinem Dachreiter und Glocke wurde 1870 – nunmehr als Marienkapelle – auf den Fundamenten dieses Vorläufers erbaut. Im Inneren befindet sich eine Marienstatue mit Kind.
Die Kapelle befindet sich auch im Ortswappen von Mariaroth.